# Paul Van Asbroeck
Paul Van Asbroeck (Schaerbeek, 1 de mayo de 1874 - Schaerbeek, 20 de abril de 1959) fue un tirador deportivo belga.
Él ganó tres medallas olímpicas:
- La medalla de bronce en la prescripción de Rifle, 300m, 3 posiciones, los Juegos Olímpicos de París 1900 (compartido con la medalla el noruego Ole Ostmo)

- La medalla de plata en pistola de 50 m y equipo, con Réginald Storms, Charles Paumier de Verger y René Englebert en los Juegos Olímpicos de Londres 1908.

- La medalla de oro, en pistoletas de 50 m, de 60 cupos en los Juegos Olímpicos de Londres 1908.

## referencias
1. ↑  «Paul Van Asbroeck». olympedia.org (en inglés).